# Tiên Yên, Quảng Ninh
Tiên Yên là xã của tỉnh Quảng Ninh, Việt Nam.
Thị trấn Tiên Yên có diện tích 7,07 km², dân số năm 1999 là 7.206 người, mật độ dân số đạt 1.019 người/km².

## Lịch sử
Tháng 7 năm 1886, Pháp đánh chiếm Tiên Yên, ít năm sau chúng lấy thị trấn làm lỵ sở hành chính. Thực dân Pháp đã xây dựng thị trấn có cả đường bộ, đường thủy đi qua, lại có cả đường hàng không nối với Hà Nội, Hải Phòng, Móng Cái.
Tháng 10 năm 1945, chính quyền lâm thời được thành lập, thị trấn Tiên Yên được chọn làm tỉnh lỵ của tỉnh Hải Ninh.
Tháng 11 năm 1946 Pháp quay lại chiếm Tiên Yên. Tháng 8 năm 1954, Thị trấn Tiên Yên được giải phóng.
Ngày 1 tháng 2 năm 1955, chính quyền tỉnh Hải Ninh về đóng trụ sở tại thị trấn Tiên Yên và Tiên Yên được tái lập thị xã.
Cuối năm 1956, tỉnh lỵ Hải Ninh lại chuyển về Móng Cái. Ngày 17 tháng 8 năm 1957, Tiên Yên trở lại là thị trấn.
Ngày 14 tháng 7 năm 2020, Bộ Xây dựng ban hành Quyết định số 928/QĐ-BXD công nhận thị trấn Tiên Yên mở rộng (gồm thị trấn Tiên Yên và 5 xã: Đông Hải, Đông Ngũ, Hải Lạng, Tiên Lãng, Yên Than) là đô thị loại IV.[6]